# Zamarada schalida
Zamarada schalida är en fjärilsart som beskrevs av Fletcher 1974. Zamarada schalida ingår i släktet Zamarada och familjen mätare. Inga underarter finns listade i Catalogue of Life.